# إيغل بوينت (ويسكونسن)
إيغل بوينت (بالإنجليزية: Eagle Point, Wisconsin)‏ هي بلدة تقع بولاية ويسكونسن في الولايات المتحدة. تبلغ مساحتها 172.4 (كم²)، وترتفع عن سطح البحر 342 م، بلغ عدد سكانها 3049 نسمة في عام 2000 حسب إحصاء مكتب تعداد الولايات المتحدة وتصل الكثافة السكانية فيها 19.2 نسمة/كم2.

## وصلات خارجية
- http://www.townofeaglepointchippewa.com
- The US50 - Cities and Towns in Wisconsin State
- Wisconsin Cities and Towns, Facts, Map, Flag, Colleges, Government, and More